# Tamás Lőrincz
Dans le nom hongrois Lőrincz Tamás, le nom de famille précède le prénom, mais cet article utilise l’ordre habituel en français Tamás Lőrincz, où le prénom précède le nom.
Tamás Lőrincz est un lutteur hongrois né le 20 décembre 1986 à Cegléd.

## Carrière
C’est le frère aîné de Viktor Lőrincz, également lutteur.

### Jeux olympiques
- Médaille d'argent en lutte gréco-romaine dans la catégorie des moins de 66 kg en 2012 à Londres
- Médaille d"or en lutte gréco-romaine dans la catégorie des moins de 77 kg en 2020 à Tokyo

### Championnats du monde
- Médaille d'or en lutte gréco-romaine dans la catégorie des moins de 77 kg en 2019 à Noursoultan
- Médaille d'argent en lutte gréco-romaine dans la catégorie des moins de 77 kg en 2018 à Budapest
- Médaille d'argent en lutte gréco-romaine dans la catégorie des moins de 75 kg en 2017 à Paris
- Médaille de bronze en lutte gréco-romaine dans la catégorie des moins de 66 kg en 2014 à Tachkent

### Championnats d'Europe
- Médaille d'or en lutte gréco-romaine dans la catégorie des moins de 77 kg en 2021 à Varsovie
- Médaille d'or en lutte gréco-romaine dans la catégorie des moins de 71 kg en 2014 à Vantaa
- Médaille d'or en lutte gréco-romaine dans la catégorie des moins de 66 kg en 2013 à Tbilissi
- Médaille d'or en lutte gréco-romaine dans la catégorie des moins de 66 kg en 2006 à Moscou
- Médaille d'argent en lutte gréco-romaine dans la catégorie des moins de 66 kg en 2011 à Dortmund
- Médaille de bronze en lutte gréco-romaine dans la catégorie des moins de 77 kg en 2018 à Kapiinsk
- Médaille de bronze en lutte gréco-romaine dans la catégorie des moins de 75 kg en 2017 à Novi Sad
- Médaille de bronze en lutte gréco-romaine dans la catégorie des moins de 66 kg en 2010 à Bakou

### Jeux européens
- Médaille de bronze en lutte gréco-romaine dans la catégorie des moins de 77 kg en 2019 à Minsk